# ハワード・ベン・トレ
ハワード・ベン・トレ（Howard Ben Tré、1949年5月13日 - ）は、米国ニューヨーク州ブルックリン生まれのガラス工芸家。

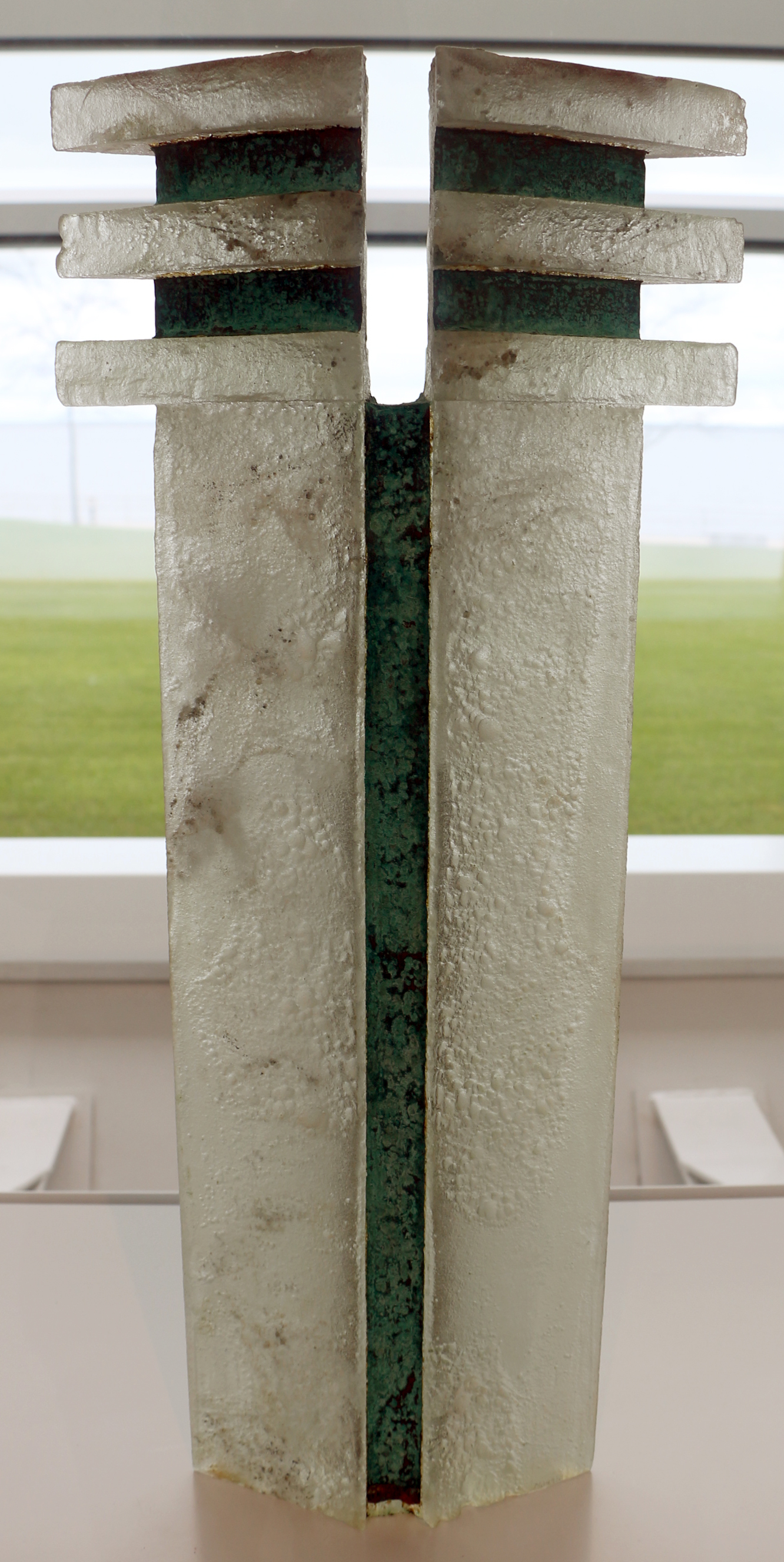
Glass vase, 1985

ポートランド州立大学でガラスを学び、ロードアイランド・スクール・オブ・デザインでガラスと彫刻を学んだ。その後キャストガラス（鋳造ガラス）と出会い、大型の彫刻的作品で知られるようになる。1980年代後半からは公共空間のための作品も数多く手がける。

## 略歴
- 1949年ブルックリン生まれ
- 1967年-1968年 ミズーリバレー大学
- 1968年-1969年 ブルックリン大学
- 1978年 ポートランド州立大学修了 (BSA)
- 1980年 ロードアイランド・スクール・オブ・デザイン修了 (MFA)
- 1989年　展覧会「ContemporarySculpture:HowardBenTré」
- 1993年　展覧会「Howard Ben Tré: New Work」
- 2015年11月21日から2016年3月21日まで、富山市ガラス美術館で日本初の個展「ハワード・ベン・トレ―存在の痕跡」を開催

## 作品
- 《鋳造されたかたち・タイプII #3178》 1978年
- 《Bench for Claude Monod III》 1992年トレド美術館
- 《大水盤》 1999年 富山市ガラス美術館所蔵
- 《Glass Wall》 2008年 ミシガン大学 Stephen M. Ross School of Business